# Teófilo Stevenson
(Teofilo Stevenson)
Teófilo Stevenson (Puerto Padre, 29 marzo 1952 – L'Avana, 11 giugno 2012) è stato un pugile cubano, importante protagonista della boxe dilettantistica, il secondo pugile della storia a vincere tre medaglie d'oro ai Giochi olimpici.

## Biografia
Nonostante le molteplici e allettanti offerte ricevute, non passò mai alla carriera professionistica, sia perché la legge cubana non prevede lo sport professionistico, sia per scelta personale. È considerato, assieme a László Papp ed al connazionale Félix Savón, uno dei più grandi pugili olimpici della storia.
È deceduto nel 2012 all'età di 60 anni a seguito di un infarto.

### Carriera agonistica
Dopo la vittoria ai Giochi panamericani del 1971, Stevenson rappresentò la sua nazione ai Giochi Olimpici di Monaco del 1972, eliminando clamorosamente nei quarti di finale la grande speranza bianca del pugilato americano Duane Bobick, che alla vigilia tutti davano per favorito nel torneo. A quel punto si spianò la strada per la conquista della medaglia d'oro, ottenuta grazie al ritiro del suo avversario in finale, il rumeno Ian Alexe, a causa di un infortunio.
Nel 1974 vinse in casa il suo primo alloro ai mondiali dilettanti, nel 1975 conquistò nuovamente il titolo panamericano e nel 1976 vinse il suo secondo oro ai Giochi di Montreal. In questa seconda occasione era già divenuto un eroe nazionale a Cuba, e fu anche il momento in cui andò più vicino a firmare un contratto da professionista. I promoter statunitensi gli offrirono la somma di cinque milioni di dollari per sfidare il campione mondiale dei pesi massimi Muhammad Ali nella sua prima esibizione da professionista, il che lo avrebbe reso il secondo pugile a passare direttamente dalle olimpiadi al debutto da professionista con in palio la corona mondiale dei pesi massimi dopo Pete Rademacher. Ma Stevenson si rifiutò, chiedendo: «Cosa valgono cinque milioni di dollari, quando ho l'amore di otto milioni di cubani?». In realtà fu il pugile statunitense a non accettare di mettere in discussione la sua leadership in un incontro pieno di incognite contro un pugile molto più giovane di lui.
La tripletta riuscì anche nel quadriennio successivo con le vittorie al mondiale del 1978, ai Panamericani del 1979 e alle Olimpiadi di Mosca nel 1980, diventando il secondo pugile - dopo Papp - a vincere tre titoli olimpici nel pugilato. Alle Olimpiadi di Sydney 2000, Félix Savón, anch'egli cubano, divenne il terzo pugile a riuscire nell'impresa.
Nel corso dei Campionati mondiali di pugilato dilettanti 1982 il grande pugile cubano, dopo 11 anni di vittorie consecutive, fu sconfitto dall'italiano Francesco Damiani e mancò l'appuntamento con la medaglia. Stevenson avrebbe potuto vincere una quarta medaglia alle Olimpiadi di Los Angeles del 1984, ma Cuba fu coinvolta nel boicottaggio di quell'edizione deciso dall'Unione Sovietica, per rappresaglia contro il boicottaggio statunitense del 1980. Cuba e gli altri paesi socialisti non parteciparono alle Olimpiadi di Los Angeles e Stevenson non poté forse guadagnarsi il quarto oro olimpico.
Prima del ritiro vinse per la terza volta i mondiali di pugilato del 1986, a Reno, nella categoria Supermassimi.
Nominato allenatore del programma cubano di pugilato dilettantistico, nel 1999 si cacciò nei guai all'Aeroporto Internazionale di Miami quando, prima di imbarcarsi su un volo charter della United Airlines, che doveva riportare a casa la squadra nazionale cubana di pugliato, malmenò, a quanto si dice, un impiegato quarantunenne della compagnia, rompendogli i denti. Fu arrestato, ma poco dopo fu rilasciato e rispedito a casa.
Quando si rifiutò di diventare professionista e combattere contro Alì, la scena dei pesi massimi era vivace, con atleti del calibro di Ken Norton, Larry Holmes, George Foreman e Joe Frazier. Stevenson avrebbe certamente portato scompiglio nel mondo della boxe professionistica, e gli appassionati continuano a discutere sui possibili risultati di una sua ipotetica presenza in quell'epoca d'oro dei pesi massimi.